# Keilrahmen

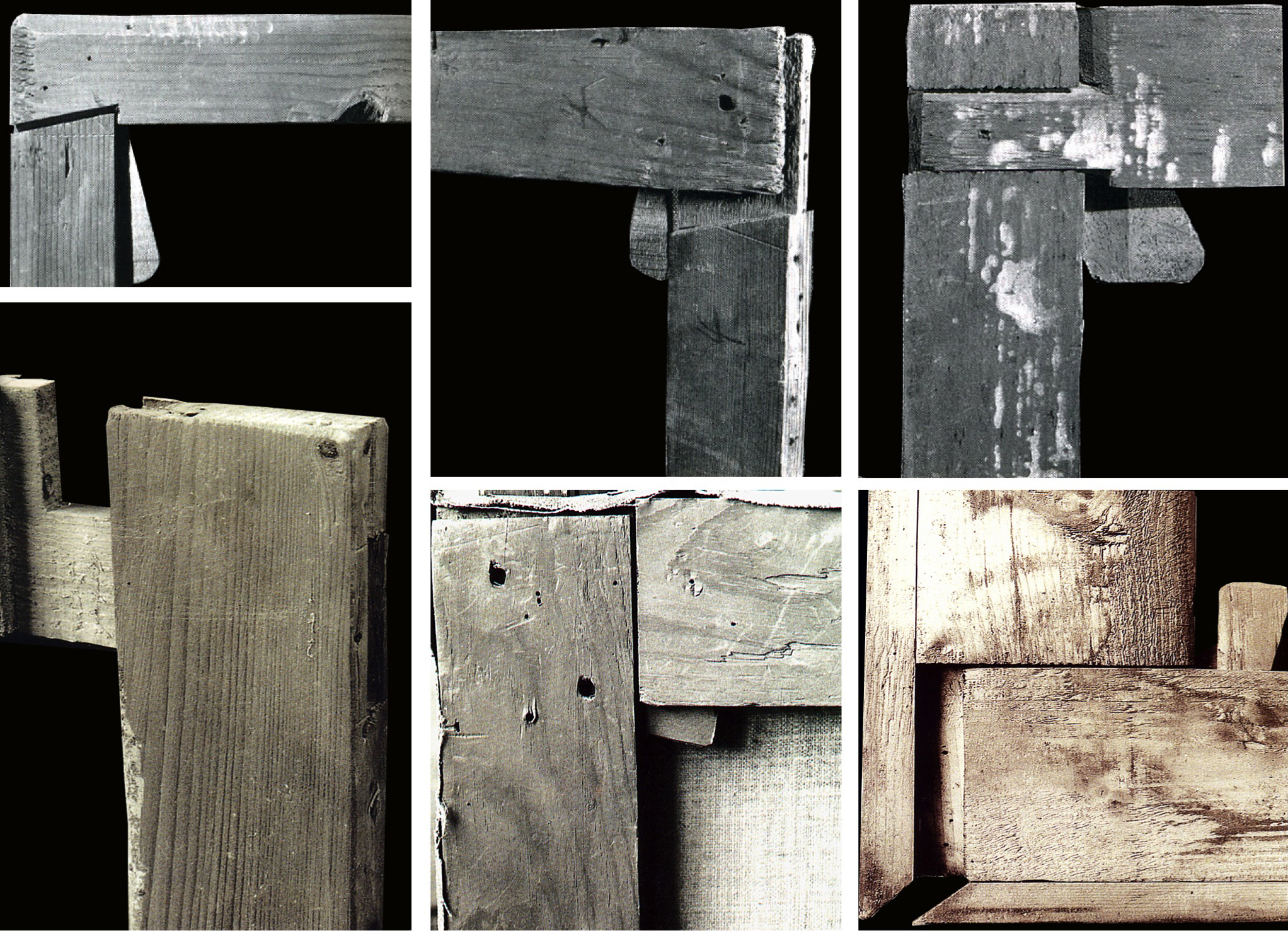
Zum Aufspannen und Nachspannen der textilen Bildträger wurden besonders im 19. Jahrhundert die unterschiedlichsten Keilrahmen entwickelt oder aus Spannrahmen umgearbeitet (s. Rahmen mit Holznagellöchern).

Der Keilrahmen (im 19. Jahrhundert auch Schlüsselrahmen, Blendrahmen mit Schlüsseln oder Blindrahmen mit Keilen genannt) ist ein geschlitzter, durch Keile vergrößerbarer (auskeilbarer) Rahmen zum Nachspannen der bemalten Leinwand (Leinwandgemälde). Die gesamte Bildentstehung eines Leinwandgemäldes, von der Grundierung bis zum Firnis, findet auf dem Keilrahmen statt. Man vermutet seinen Ursprung im französisch-holländischen Raum. Der Keilrahmen ist eine Weiterentwicklung des Spannrahmens. Einige alte Keilrahmen zeigen Werkspuren (Holznagellöcher) aus denen geschlossen werden kann, dass es sich ehemals um Spannrahmen handelte, die später zu Keilrahmen umgearbeitet wurden.

## Entwicklung

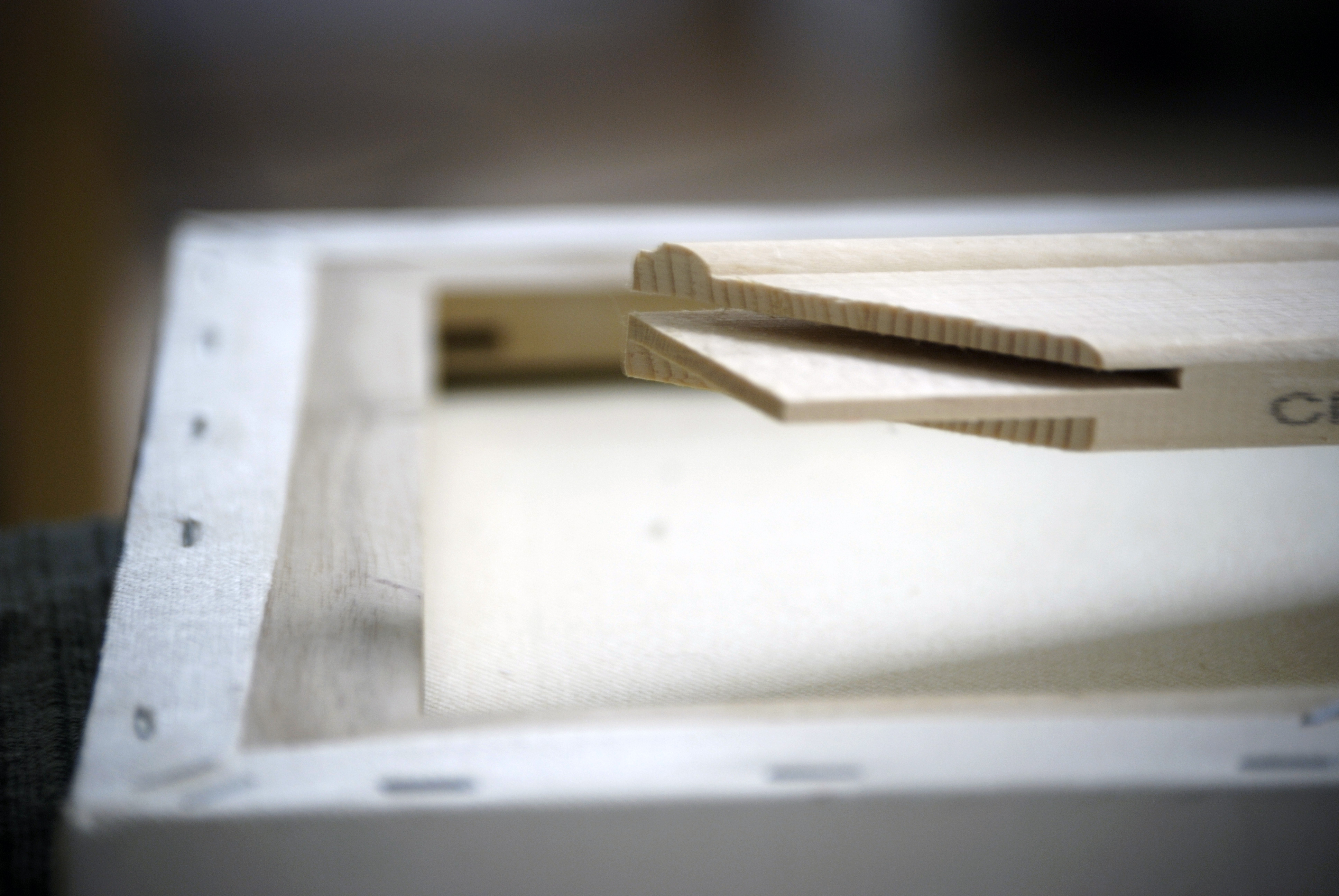
Leinwand auf bespanntem Keilrahmen

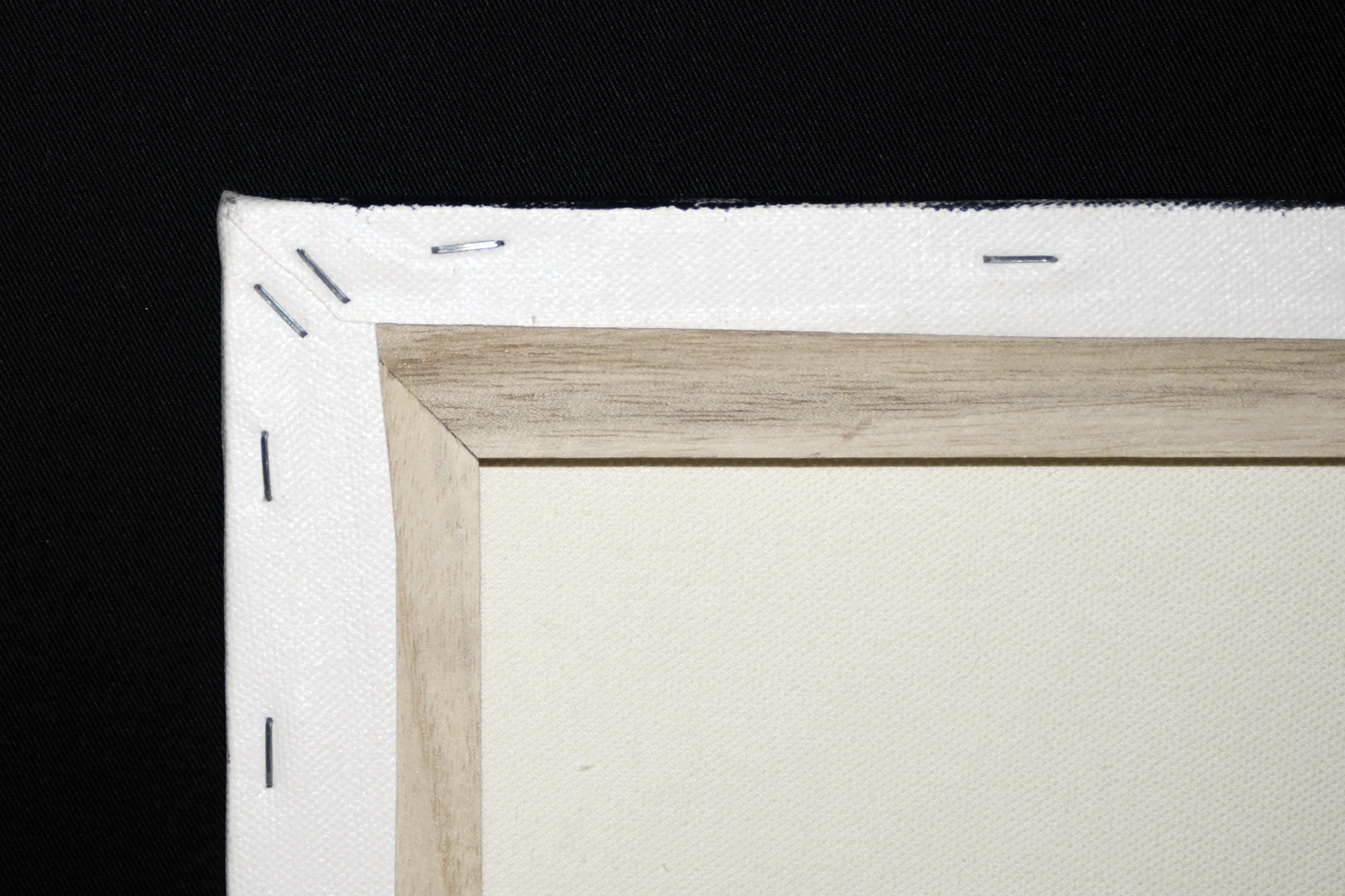
Die Rückseite eines bespannten Keilrahmens

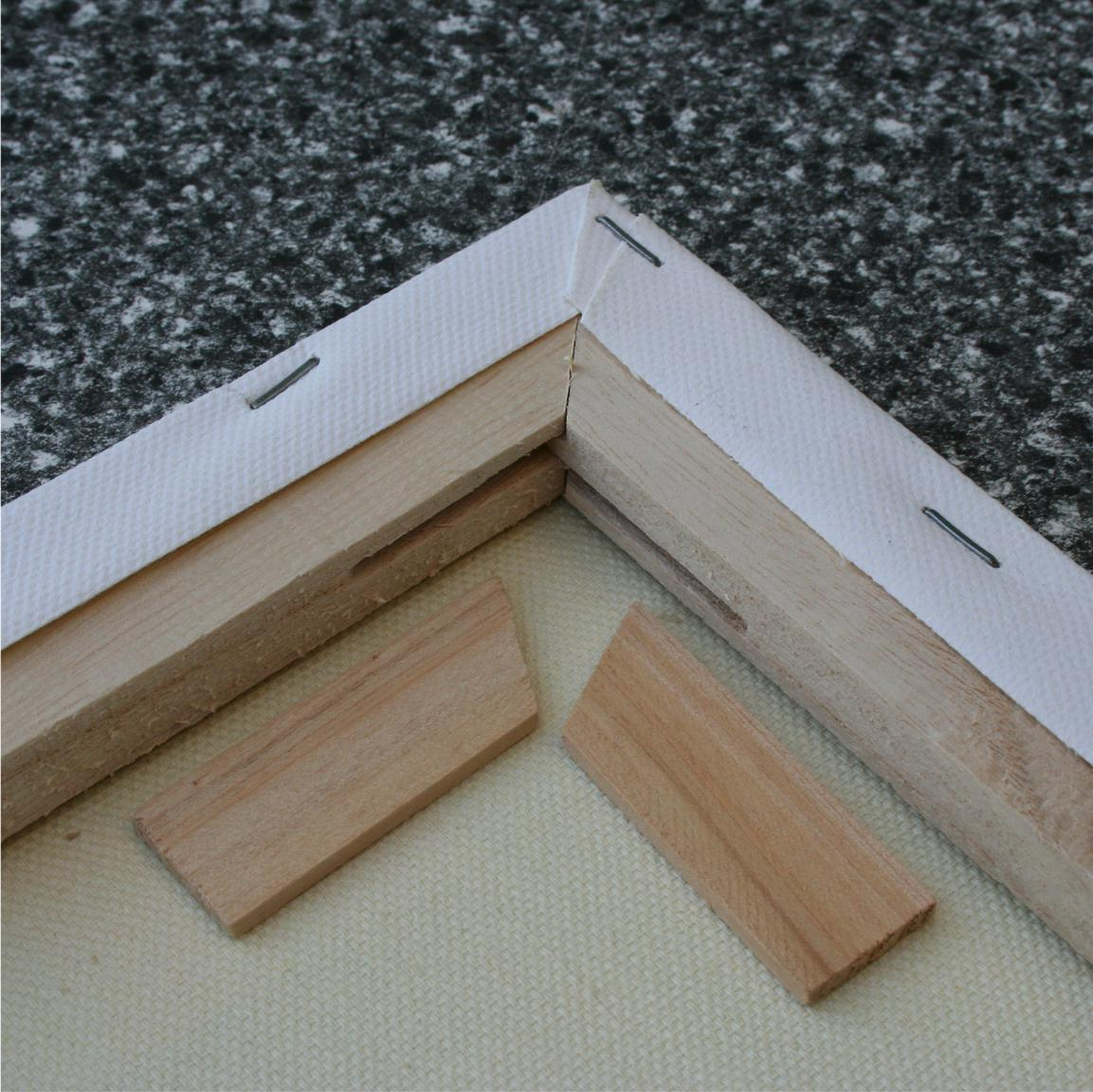
Rahmen spannen: Die Keile werden in die dafür vorgesehenen Schlitze eingesetzt....

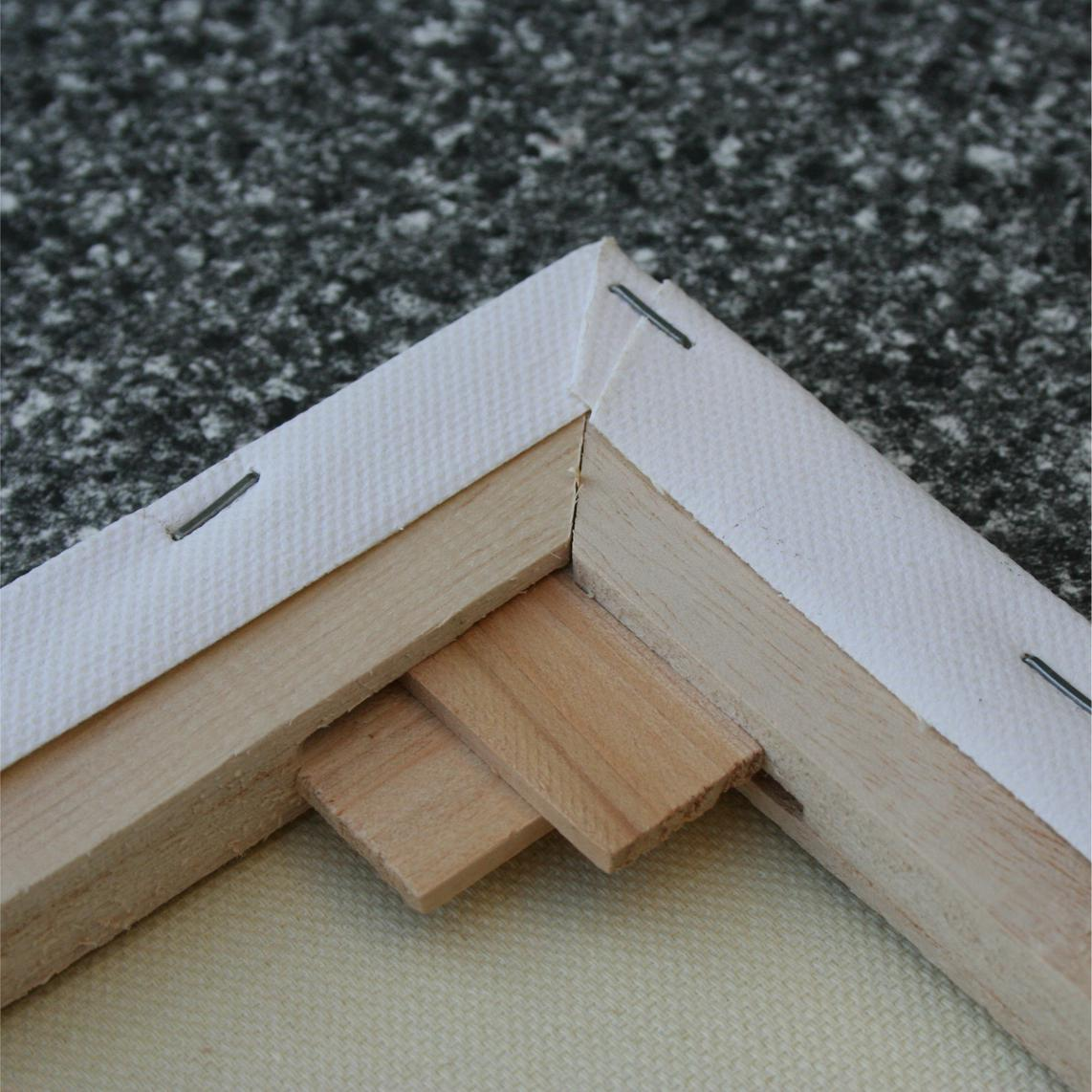
… und mit einem Hammer soweit eingeschlagen, bis die Leinwand die notwendige Spannung hat.

Der Keilrahmen wird 1757 im Dictionaire von Antoine-Joseph Pernety als Neuheit erwähnt. Im 19. Jahrhundert lag der Höhepunkt seiner Entwicklung, als immer neue Keilrahmenformen erfunden und zum Teil auch patentiert wurden. Seit der Mitte des 19. Jahrhunderts gibt es genormte Keilrahmengrößen; im 20. Jahrhundert tragen die maschinell vorgefertigten Keilrahmenleisten häufig aufgedruckte Zahlen, die ihre Länge angeben. Im Süden hat man Keilrahmen meist aus Fichtenholz hergestellt, im Norden gelegentlich auch aus Eichenholz.

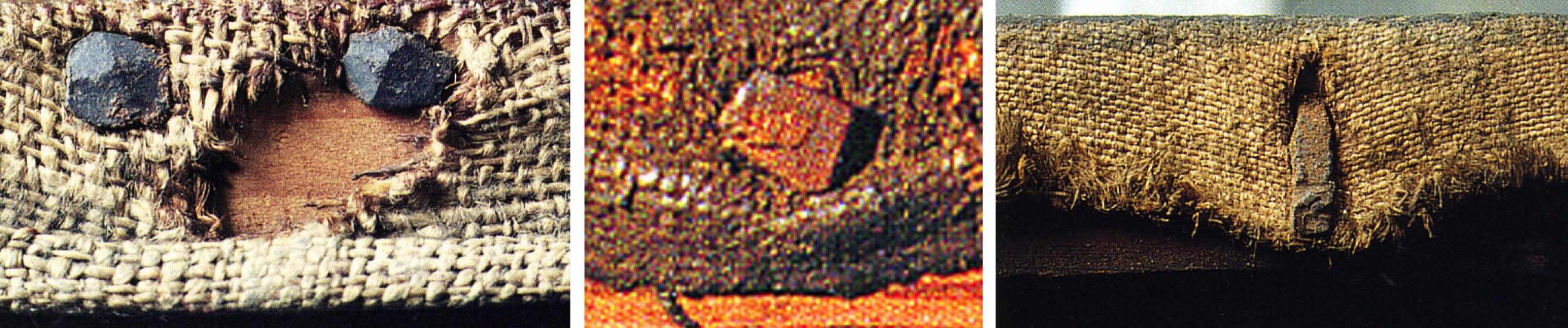
Historische Befestigungen des textilen Bildträgers auf dem Keilrahmen (handgeschmiedeter Nagel, Holznagel, Krampe).

Die textilen Bildträger wurden anfangs mit handgeschmiedeten Nägeln, Holznägeln oder Krampen auf den Keilrahmen genagelt, später mit maschinell gefertigten Nägeln und in neuerer Zeit mit Heftklammern aufgetackert.
In der Stickerei kommt der Keilrahmen als Stickrahmen zum Einsatz, wird jedoch nach Beendigung der Arbeit wieder entfernt.

## Aussehen
Keilrahmen gibt es in verschiedenen Breiten, Dicken und unterschiedlichen Profil-Formaten. In der Regel sind sie aus Nadelholz und, für große bis sehr große Formate bis ca. 6 m Seitenlänge, auch aus Aluminium. Durch regionale und historisch geprägte Traditionen gibt es je nach Herkunftsland unterschiedliche Konstruktionen und verwendete Holzarten. 
Damit Keilrahmen sich bei einer stärkeren Spannung der Leinwand nicht verziehen (windschief werden), werden größere Keilrahmenformate mit Querstreben oder Kreuzen versehen.